# Garnier l'Aleman
 (mai 2025).
Garnier de Egisheim, mieux connu sous le nom francisé de Garnier l'Aleman, mort après 1231, est un croisé allemand. Il est probablement issu de la famille noble allemande d'Egisheim, dans l'actuelle Alsace.
Il apparait pour la première fois dans les archives à Acre dans l'entourage d'un comte Berthold, probablement Berthold IV von Diessen, comte d'Andechs et duc de Méranie, qui a participé au siège de Saint-Jean-d'Acre lors de la troisième croisade en 1190. Si Berthold se retire au printemps 1191 pour rentrer chez lui, Garnier préfère rester en Terre sainte.
En mai 1206, Othon de Botenlauben délivre un document dans lequel « Wernerus de Egisheim » signe en tant que témoin.
Au mois de septembre 1210, Garnier est responsable de la défense de la ville d'Acre avec Philippe d'Ibelin, tandis que le reste de la noblesse assiste au couronnement de la reine Marie de Montferrat et de Jean de Brienne à Tyr. Puis en 1218, il défend en vain Césarée avec des troupes génoises contre une armée ayyoubides.
En mai 1229, alors qu'il avait pris la régence du royaume de Jérusalem au nom de son fils et avant de mettre fin à sa croisade pour retourner en Italie, Frédéric II nomme Balian Granier et Garnier comme baillis du royaume de Jérusalem, Balian demeurant à Tyr et Garnier à Acre. Tous deux seront remplacés au printemps 1231 par le maréchal Richard Filangieri. 
Il épouse Pavie Embriaco, fille de Hugues III Embriaco, seigneur du Gibelet, et de son épouse Étiennette de Milly, avec qui il a au moins trois enfants :
- Jean l'Aleman, qui épouse Marguerite Brisebarre, fille de Jean Brisebarre, et devient seigneur de Césarée de jure uxoris ;
- Hugues l'Aleman, qui épouse Isabelle d'Adelon, fille de Daniel Ier d'Adelon ;
- Helvise l'Aleman, qui épouse Baudouin de Longuevaux.

La date de sa mort est inconnue mais survient après 1231.